# Atletismo nos Jogos da Commonwealth de 2010
O atletismo nos Jogos da Commonwealth de 2010 foi realizado em Délhi, na Índia, entre os dias 6 a 14 de outubro. As provas de pista e campo foram disputadas no Estádio Jawaharlal Nehru, enquanto a maratona e a marcha atlética tiveram seus percursos pelas ruas de Délhi. Um total de 52 eventos distribuiram medalhas, sendo seis deles para atletas portadores de necessidades especiais (EAD).

## Medalhistas
Masculino
| Evento                | Ouro                                                                        | Prata                                                                             | Bronze                                                                                           |
| 100 metros            | Lerone Clarke JAM Jamaica                                                   | Mark Lewis-Francis ENG Inglaterra                                                 | Aaron Armstrong TRI Trinidad e Tobago                                                            |
| 200 metros            | Leon Baptiste ENG Inglaterra                                                | Lansford Spence JAM Jamaica                                                       | Christian Malcolm WAL País de Gales                                                              |
| 400 metros            | Mark Muttai KEN Quênia                                                      | Sean Wroe AUS Austrália                                                           | Ramon Miller BAH Bahamas                                                                         |
| 800 metros            | Boaz Lalang KEN Quênia                                                      | Richard Kiplagat KEN Quênia                                                       | Abraham Kiplagat KEN Quênia                                                                      |
| 1500 metros           | Silas Kiplagat KEN Quênia                                                   | James Magut KEN Quênia                                                            | Nick Willis NZL Nova Zelândia                                                                    |
| 5000 metros           | Moses Ndiema Kipsiro UGA Uganda                                             | Eliud Kipchoge KEN Quênia                                                         | Mark Kiptoo KEN Quênia                                                                           |
| 10000 metros          | Moses Ndiema Kipsiro UGA Uganda                                             | Daniel Salel KEN Quênia                                                           | Joseph Birech KEN Quênia                                                                         |
| 3000 m com obstáculos | Richard Mateelong KEN Quênia                                                | Ezekiel Cheboi KEN Quênia                                                         | Brimin Kipruto KEN Quênia                                                                        |
| 110 m com barreiras   | Andy Turner ENG Inglaterra                                                  | William Sharman ENG Inglaterra                                                    | Lawrence Clarke ENG Inglaterra                                                                   |
| 400 m com barreiras   | Dai Greene WAL País de Gales                                                | Louis Jacob van Zyl RSA África do Sul                                             | Rhys Williams WAL País de Gales                                                                  |
| Decatlo               | Jamie Adjetey-Nelson CAN Canadá                                             | Brent Newdick NZL Nova Zelândia                                                   | Martin Brockman ENG Inglaterra                                                                   |
| Revezamento 4x100 m   | Ryan Scott Leon Baptiste Marlon Devonish Mark Lewis-Francis ENG Inglaterra  | Lerone Clarke Lansford Spence Rasheed Dwyer Remaldo Rose Steve Slowly JAM Jamaica | Rahamatulla Molla Suresh Sathya Shameer Naseema Manzile Md Abdul Najeeb Qureshi IND Índia        |
| Revezamento 4x400 m   | Brendan Cole Joel Milburn Kevin Moore Sean Wroe Ben Offereins AUS Austrália | Vincent Kiilo Vincent Koskei Anderson Mutegi Mark Muttai KEN Quênia               | Nick Leavey Robert Tobin Conrad Williams Richard Yates Graham Hedman David Hughes ENG Inglaterra |
| Maratona              | John Kelai KEN Quênia                                                       | Michael Shelley AUS Austrália                                                     | Amos Matui KEN Quênia                                                                            |
| Marcha atlética 20 km | Jared Tallent AUS Austrália                                                 | Luke Adams AUS Austrália                                                          | Harminder Singh IND Índia                                                                        |
| Salto com vara        | Steven Hooker AUS Austrália                                                 | Steven Lewis ENG Inglaterra                                                       | Max Eaves ENG Inglaterra                                                                         |
| Salto em altura       | Donald Thomas BAH Bahamas                                                   | Trevor Barry BAH Bahamas                                                          | Kabelo Kgosiemang BOT Botsuana                                                                   |
| Salto em distância    | Fabrice Lapierre AUS Austrália                                              | Greg Rutherford ENG Inglaterra                                                    | Ignisious Gaisah GHA Gana                                                                        |
| Salto triplo          | Tosin Oke NGR Nigéria                                                       | Lucien Mamba Schlick CMR Camarões                                                 | Renjith Maheswary IND Índia                                                                      |
| Arremesso de peso     | Dylan Armstrong CAN Canadá                                                  | Dorian Amand Scott JAM Jamaica                                                    | Dale Stevenson AUS Austrália                                                                     |
| Lançamento de martelo | Christiaan Harmse RSA África do Sul                                         | Alex Smith ENG Inglaterra                                                         | Mike Floyd ENG Inglaterra                                                                        |
| Lançamento de disco   | Benn Harradine AUS Austrália                                                | Vikas Shive Gowda IND Índia                                                       | Carl Myerscough ENG Inglaterra                                                                   |
| Lançamento de dardo   | Jarrod Bannister AUS Austrália                                              | Stuart Farquhar NZL Nova Zelândia                                                 | Kashinath Naik IND Índia                                                                         |

Feminino
| Evento                | Ouro                                                                                                   | Prata                                                                               | Bronze                                                                            |
| 100 metros            | Natasha Mayers SVG São Vicente e Granadinas                                                            | Katherine Endacott ENG Inglaterra                                                   | Bertille Atangana CMR Camarões                                                    |
| 200 metros            | Cydonie Mothersill CAY Ilhas Cayman                                                                    | Abiodun Oyepitan ENG Inglaterra                                                     | Adrienne Power CAN Canadá                                                         |
| 400 metros            | Amantle Montsho BOT Botsuana                                                                           | Aliann Pompey GUY Guiana                                                            | Christine Amertil BAH Bahamas                                                     |
| 800 metros            | Nancy Langat KEN Quênia                                                                                | Nikki Hamblin NZL Nova Zelândia                                                     | Diane Cummins CAN Canadá                                                          |
| 1500 metros           | Nancy Langat KEN Quênia                                                                                | Nikki Hamblin NZL Nova Zelândia                                                     | Stephanie Twell SCO Escócia                                                       |
| 5000 metros           | Vivian Cheruiyot KEN Quênia                                                                            | Sylvia Kibet KEN Quênia                                                             | Ines Chenonge KEN Quênia                                                          |
| 10000 metros          | Grace Momanyi KEN Quênia                                                                               | Doris Changeywo KEN Quênia                                                          | Kavita Raut IND Índia                                                             |
| 3000 m com obstáculos | Milcah Cheywa KEN Quênia                                                                               | Mercy Njoroge KEN Quênia                                                            | Gladys Kipkemoi KEN Quênia                                                        |
| 100 m com barreiras   | Sally Pearson AUS Austrália                                                                            | Angela Whyte CAN Canadá                                                             | Andrea Miller NZL Nova Zelândia                                                   |
| 400 m com barreiras   | Muizat Odumosu NGR Nigéria                                                                             | Eilidh Child SCO Escócia                                                            | Nickiesha Wilson JAM Jamaica                                                      |
| Heptatlo              | Louise Hazel ENG Inglaterra                                                                            | Jessica Zelinka CAN Canadá                                                          | Grace Clements ENG Inglaterra                                                     |
| Revezamento 4x100 m   | Katherine Endacott Montell Douglas Laura Turner Abiodun Oyepitan ENG Inglaterra                        | Rosina Amenebede Elizabeth Amolofo Beatrice Gyaman Janet Amponsah GHA Gana          | Geetha Satti Srabani Nanda Priya P. K. Jyothi Hiriyur Manjunath IND Índia         |
| Revezamento 4x400 m   | Ashwini Akkunji Sini Jose Mandeep Kaur Manjeet Kaur Chitra Kalathummuriyil Soman Jauna Murmu IND Índia | Victoria Barr Meghan Beesley Kelly Masey Nadine Okyere Joice Maduaka ENG Inglaterra | Amonn Nelson Adrienne Power Vicki Tolton Carline Muir Ruky Abdulai CAN Canadá     |
| Maratona              | Irene Kosgei KEN Quênia                                                                                | Irene Mogake KEN Quênia                                                             | Lisa Weightman AUS Austrália                                                      |
| Marcha atlética 20 km | Jo Jackson ENG Inglaterra                                                                              | Claire Tallent AUS Austrália                                                        | Grace Njue KEN Quênia                                                             |
| Salto com vara        | Alana Boyd AUS Austrália                                                                               | Marianna Zachariadi CYP Chipre                                                      | Kate Dennison ENG Inglaterra Carly Dockendorf CAN Canadá Kelsie Hendry CAN Canadá |
| Salto em altura       | Nicole Forrester CAN Canadá                                                                            | Sheree Francis JAM Jamaica                                                          | Levern Spencer LCA Santa Lúcia                                                    |
| Salto em distância    | Alice Falaiye CAN Canadá                                                                               | Prajusha Maliakkal IND Índia                                                        | Tabia Charles CAN Canadá                                                          |
| Salto triplo          | Trecia Smith JAM Jamaica                                                                               | Ayanna Alexander TRI Trinidad e Tobago                                              | Tabia Charles CAN Canadá                                                          |
| Arremesso de peso     | Valerie Vili NZL Nova Zelândia                                                                         | Cleopatra Borel-Brown TRI Trinidad e Tobago                                         | Tasele Satupai SAM Samoa                                                          |
| Lançamento de martelo | Sultana Frizell CAN Canadá                                                                             | Carys Parry WAL País de Gales                                                       | Zoe Derham ENG Inglaterra                                                         |
| Lançamento de disco   | Krishna Poonia IND Índia                                                                               | Harwant Kaur IND Índia                                                              | Seema Antil IND Índia                                                             |
| Lançamento de dardo   | Sunette Viljoen RSA África do Sul                                                                      | Kim Mickle AUS Austrália                                                            | Justine Robbeson RSA África do Sul                                                |

EAD
| Evento                                  | Ouro                        | Prata                                 | Bronze                         |
| 100 m T37 feminino                      | Katrina Hart ENG Inglaterra | Jenny McLoughlin WAL País de Gales    | Johanna Benson NAM Namíbia     |
| 100 m T46 masculino                     | Simon Patmore AUS Austrália | Samkelo Mike Radebe RSA África do Sul | Ayuba Abdullahi NGR Nigéria    |
| 1500 m T54 feminino                     | Diane Roy CAN Canadá        | Chineme Bibian Obeta NGR Nigéria      | Anita Fordjour GHA Gana        |
| 1500 m T54 masculino                    | Kurt Fearnley AUS Austrália | Richard Colman AUS Austrália          | Josh Cassidy CAN Canadá        |
| Arremesso de peso F32-34/52/53 feminino | Louise Ellery AUS Austrália | Jess Hamill NZL Nova Zelândia         | Gemma Prescott ENG Inglaterra  |
| Arremesso de peso F32/34/52 masculino   | Kyle Pettey CAN Canadá      | Daniel James West ENG Inglaterra      | Hamish MacDonald AUS Austrália |

## Doping
Quatro atletas foram desclassificados após testarem positivo no exame anti-doping. A nigeriana Oludamola Osayomi teve seu título cassado nos 100 metros, após receber a medalha de Sally Pearson da Austrália que foi desqualificada após uma largada falsa que não tinha sido percebida pelos juízes. O seu compatriota Samuel Okon, nos 110 metros com barreiras, também foi desclassificado, e outra compatriota Folashade Abugan, que testou positivo para prohormônio de testosterona após a final dos 400 m e sua medalha de ouro foi cassada. Como Abugan também integrou o time nigeriano dos 4x400 m, a medalha de prata foi repassada a Inglaterra.
Rani Yadav, que representou a Índia na marcha de 20 km, teve seu teste confirmado para 19-Norandrosterona. Como consequência foi desclassificada do sexto lugar obtido na prova.

## Quadro de medalhas
| Ordem | País                     | Medalha de ouro | Medalha de prata | Medalha de bronze | Total |
| ----- | ------------------------ | --------------- | ---------------- | ----------------- | ----- |
| 1     | Quénia                   | 11              | 10               | 8                 | 29    |
| 2     | Austrália                | 11              | 6                | 3                 | 20    |
| 3     | Inglaterra               | 7               | 9                | 10                | 26    |
| 4     | Canadá                   | 7               | 2                | 8                 | 17    |
| 5     | Jamaica                  | 2               | 4                | 1                 | 7     |
| 6     | Índia                    | 2               | 3                | 7                 | 12    |
| 7     | África do Sul            | 2               | 2                | 1                 | 5     |
| 8     | Nigéria                  | 2               | 1                | 1                 | 4     |
| 9     | Uganda                   | 2               |                  |                   | 2     |
| 10    | Nova Zelândia            | 1               | 5                | 2                 | 8     |
| 11    | País de Gales            | 1               | 2                | 2                 | 5     |
| 12    | Bahamas                  | 1               | 1                | 2                 | 4     |
| 13    | Botswana                 | 1               |                  | 1                 | 2     |
| 14    | Ilhas Cayman             | 1               |                  |                   | 1     |
|       | São Vicente e Granadinas | 1               |                  |                   | 1     |
| 16    | Trindade e Tobago        |                 | 2                | 1                 | 3     |
| 17    | Gana                     |                 | 1                | 2                 | 3     |
| 18    | Camarões                 |                 | 1                | 1                 | 2     |
|       | Escócia                  |                 | 1                | 1                 | 2     |
| 20    | Chipre                   |                 | 1                |                   | 1     |
|       | Guiana                   |                 | 1                |                   | 1     |
| 22    | Namíbia                  |                 |                  | 1                 | 1     |
|       | Samoa                    |                 |                  | 1                 | 1     |
|       | Santa Lúcia              |                 |                  | 1                 | 1     |
| TOTAL | TOTAL                    | 52              | 52               | 54                | 158   |